# 安德烈亚斯·魏曼
安德烈亚斯·魏曼（德語：Andreas Weimann，1991年8月5日—），是一位奧地利的足球運動員。司職前鋒。他現在效力於英冠球會布莱克本流浪者。2012年開始成為奧地利國家足球隊成員。

## 球員生涯

### 球會
2013年6月10日，魏曼與阿士東維拉續簽三年合約留到至2016年夏季。
2015年6月18日，魏曼轉投英冠球會打比郡，轉會費沒有透露，簽約四年。
2018年7月3日，韦曼与布里斯托尔城签署了一份为期三年的合同。
2024年1月15日，韦曼以租借形式加入西布罗姆维奇，租借期至赛季结束。 2024年8月1日，韦曼与布莱克本流浪者签署了一份为期一年的合同。

## 外部連結
- 足球数据库：安德烈亚斯·魏曼的球员统计数据